# 佐久間章行
佐久間 章行（さくま あきゆき、1935年3月14日 - ）は、日本の経営システム工学者、教育情報システム工学者。青山学院大学名誉教授、慶應義塾大学工学博士。日本におけるインダストリアル・エンジニアリング研究の第一人者であり、近年は「高度知能AI」、「次世代AI文明への移行」を主要な研究分野としている。

## 概要
佐久間章行は、生産システム工学を専門とし、青山学院大学理工学部経営工学科（現：経営システム工学科）で長年にわたり教鞭を執り、同大学名誉教授の称号を授与された   。また、日本経営工学会の会長を務めるなど、日本の経営工学分野の発展に貢献してきた。  
主要な研究テーマは、企業の総合的な生産性の向上（IE：インダストリアル・エンジニアリング）のための手法・技法及びその基礎理論の構築 であり、近年では「人類存続・最優先主義」を提唱し、高度AI時代における人類の価値体系の再構築や恒久平和の実現に向けた基礎理論開発へと展開している。  

## 経歴
1935年3月14日、東京都に生まれる 。   

### 学歴
慶應義塾幼稚舎、慶應義塾普通部、慶應義塾高等学校を経て、慶應義塾大学理工学部機械工学科を卒業 。その後、慶應義塾大学大学院機械工学専攻修士課程を修了し、慶應義塾大学より工学博士の学位を取得している。  

### 職歴
- 1960年 慶應義塾大学工学部管理工学科 助手・講師
- 1965年 青山学院大学理工学部経営工学科 専任講師、助教授、教授、主任教授   
  - 青山学院大学経営工学科は1965年4月に設立され、佐久間章行教授はその初期の教員の一人として赴任した 。
- 1971年 米国ジョージア工科大学 客員助教授
- 2003年 青山学院大学 名誉教授

## 研究業績
専門分野はインダストリアル・エンジニアリング、生産システム工学、社会システム工学である 。

### 主要な研究テーマ
- インダストリアル・エンジニアリング
  - 作業時間研究及び作業改善を軸とした企業の総合的な生産性の向上のための手法・技法とその基礎理論の構築。
- 高度技術社会の課題と展望に関する総括的研究
  - 長期的な地球規模の資源としての環境の保全と、世界の国々の経済格差を縮小し、すべての人々に最低限の経済福祉を保証するための持続的な経済成長を両立させるような技術文明を構想。
- 近代文明の崩壊回避のための理念・方略・手法に関する研究
  -   近代文明の崩壊回避のための理念及び方略に関して、新しい視点からの環境問題の基本的な認識についてのアンケート調査を設計・実施、また資源環境問題を統合的に扱うための方法論を開発、提案[5]。

## 著作

### 主要著書
- 『生産管理』（秋庭雅夫、佐久間章行、高橋弘之、吉田祐夫 共著、日本規格協会、1987年３月
- 『経営工学概論』（秋庭雅夫、石渡徳弥、佐久間章行、山本正明 共著、朝倉書店、1988年3月25日）   
  - コンピュータの進展に合わせた経営工学の広がりを多くの例示を用いて平易に解説しており、経営工学の概念、販売・生産・品質・財務・人事の管理といった分野別展開、そしてIE、VE、データ解析、OR、システム解析、人間工学といった手法別展開を網羅している 。
- 『高度技術社会のパースペクティブ・新しい科学技術文明の構想』（竹内啓・佐久間章行 共編、丸善プラネット、1995年７月１日）
- 『人類の滅亡と文明の崩壊の回避: 高度技術社会のパースペクティブ』（丸善プラネット、1996年3月１日）

### 翻訳
- 『動作・時間研究の理論と実際』（山内二郎監修、関根智明、川瀬武志、佐久間章行 共訳、紀伊國屋書店、1961年)
  - 原著：Mundel, Marvin Everett. Motion and time study : principle and practice, NY: Prentice-Hall, Inc., 1953.

### 主要論文
- 「問題提示型試験における採点支援ソフトの開発」（竹内俊彦との共著、『教育システム情報学会誌 = Transactions of Japanese Society for Information and Systems in Education』p.33-42掲載、2004年）

## 社会活動・学会活動

### 学会活動
- 日本経営工学会
  - 名誉会員  
  - 副会長（第23期: 1993年5月22日～1995年5月20日）  
  - 会長（第24期: 1995年5月20日～1997年5月24日）
- 日本ロボット学会 発起人
- 日本機械学会 永年会員、生産管理部門・部会長
- 日本科学技術連盟 官能検査研究会・会員、機械OR 研究会・会員
- 会員であった学会・協会: アメリカ経営工学会（AIIE）、アメリカロボット学会、日本人工知能学会、産業ロボット工業会、日本品質管理学会、日本OR学会、日本教育情報システム学会

### 社会貢献活動
- 内閣府、日本学術会議関係
  - 経営工学部門 研究連絡委員会・委員  
  - 経営情報部門 研究連絡委員会・委員  
  - FMES（経営工学会、品質管理学会、オペレーションズ・リサーチ学会の連合会）幹事として日本学術会議・近藤次郎会長を選出させ、学術会議の改革に寄与 。  
  - FMES幹事として、経営工学部門と経営情報部門の新設に成功 。
- 通商産業省関係
  - 産業構造審議会・専門委員
- 文部科学省関係
  - 科学研究費・審査委員  
  - 重点研究領域「高度技術社会のパースペクティブ・新しい科学技術社会の構想」領域幹事（5年間の継続研究、延べ200グループの研究組織を統括し、研究成果を報告） 。  
  - 技術士試験委員（生産管理部門、経営工学部門で出題・採点・面接を担当） 。
- 厚生労働省関係
  - 自動機械安全委員会・委員（ロボットの安全管理の方式の研究を行った） 。
- 日本生産性本部
  - 特別会員  
  - 日本インダストリアル・エンジニアリング協会 運営委員  
  - 機関誌「IEレビュー」編集部会・編集長
- 日本能率協会
  - 企業実態調査委員会・委員長（製造業800社の実態調査と結果分析・解説を担当）  
  - 総合生産性審査委員会・委員（日本の代表的製造業50事業所を指導し現地審査）
- 国際機関関係
  - 国際標準化規格 ISO9000（品質管理）審査員審査会の委員長  
  - 国際標準化規格 ISO14000（環境管理）審査員審査会の委員長
- 一般法人関係
  - 内外メディア研究会 会員（毎月研究会を開催し、世界情勢などを講師と研究）  
  - 修道国際奨学金 理事・選考委員（関東の10大学の大学院生を対象）

## 受賞・栄誉
佐久間章行氏の学術的功績は、複数の受賞によって高く評価されている。
- 日本経営工学会 論文奨励賞
  - 1968年度 受賞  
  - 1993年度 受賞
- 教育情報システム学会 論文賞
- 青山学院大学 名誉教授（2003年）

## 指導を受けた恩師
佐久間章行氏は、以下の恩師から指導を受けた。   
- M.E.マンデル博士
- 山内二郎 東京大学名誉教授
- 千住鎭雄 慶應義塾大学名誉教授
- 竹内啓 東京大学名誉教授